# Paolo Gregoletto

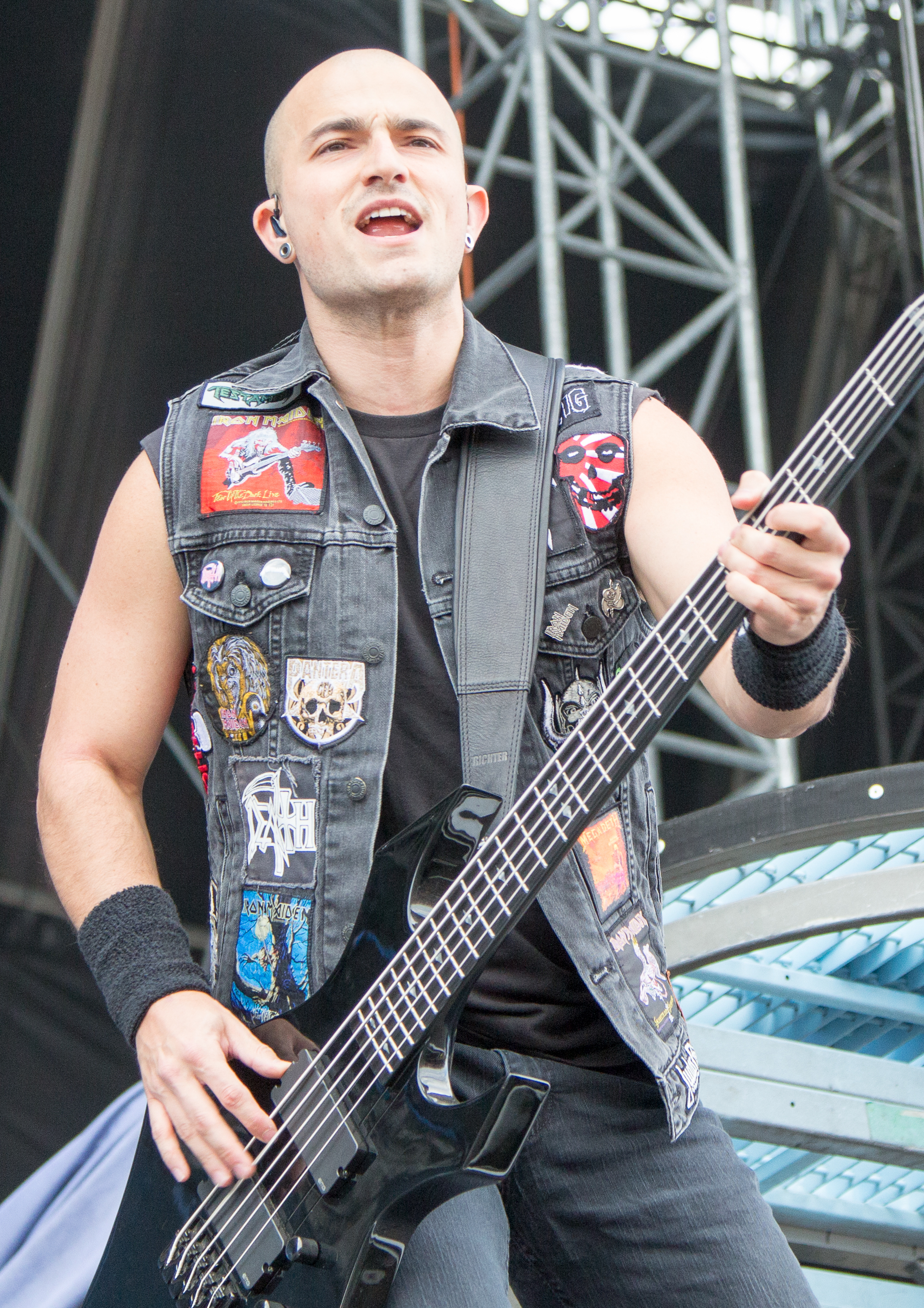
Paolo Gregoletto live med Trivium 2014

Paolo Francesco Gregoletto, född 14 september 1985 i Miami, Florida, är en amerikansk basist, medlem i metalbandet Trivium. Han var tidigare sångare och basist i bandet Metal Militia. Han gick med i Trivium 2004 efter att deras gamla basist slutat. Paolo är en mycket fantasifull basist, han är bakom låtar såsom Anthem (We are the fire) & Down From the Sky.